# Rolf Singer
Rolf Singer (23 de junio de 1906, Schliersee – 18 de enero de 1994, Chicago) fue un micólogo, botánico, y profesor alemán: uno de los más importantes taxónomos de setas del siglo XX.
En 1949 publica la monumental obra "The Agaricales in Modern Taxonomy".

## Biografía
Realizó expediciones a varios países durante la era nazi, investigando y siendo profesor de Micología en lugares tan dispares como la Unión Soviética, Argentina, y finalmente EE. UU., siendo micólogo del Field Museum de Chicago. Hijo de Albert Singer y de Eva Neiicke. Obtiene su doctorado en la Universidad de Viena en 1931.
Se casa con Martha (Mimi) Kupfer (1910-2003) el 4 de julio de 1934. En 1934-1935, es profesor de la Universidad de Barcelona; luego trabaja en el Jardín botánico de Leningrado de 1935 a 1940; de 1941 a 1948, es asistente curador del Herbario Farlow de Harvard. De 1948 a 1961, dirige el Departamento de Botánica de la Universidad Nacional de Tucumán en Argentina; de 1961 a 1964, es profesor de la Universidad de Buenos Aires y, a partir de 1968, profesor invitado de la Universidad de Illinois en Chicago.

## Algunas publicaciones
- The Agaricales in modern taxonomy. Ed. Koeltz Scientific Books

- "Wie bestimmt man frische Täublinge?" (¿Cómo identificar una Russula fresca?) en Zeitschrift für Pilzkunde (Periódico para micólogos) 6 (11): 169 – 176, 1927

- "Neue Mitteilungen über die Gattung Russula" (Nuevos datos sobre el género Russula) en Zeitschrift für Pilzkunde (Periódico para micólogos) 7 (3): 191 – 202, 1928

- "Phylogenie und Taxonomie der Agaricales" (Filogenia y taxonomía de las Agaricales) en Schweizerische Zeitschrift für Pilzkunde, 1939

- A monograph on the genus Leucopaxillus Boursier. Ed. University of Michigan Press, 1943

- The Boletineae of Florida. 1945

- The Agaricales in Modern Taxonomy. Ed. Lilloa. 1949 y 1962

- Mushrooms & Truffles. 1961

- Con Alexander Hanchett Smith (1904-1986), Monograph of the Genus Galerina. 1964

- Die Pilze Mitteleuropas. 1965

- Die Röhrlinge. Ed. J. Klinkhardt, Pilze Mitteleuropas, v. 5, 6. 1965

- Die Röhrlinge. Ed. J. Klinkhardt, 1965

- Mycoflora Australis. Ed. J.Cramer, 1969

- Omphalinae (Clitocybeae-Tricholomataceae Basidiomycetes). Ed. Organization of Flora Neotropica by Hafner Pub. Co. 1970

- Phaeocollybia (Cortinariaceae-Basidiomycetes). Ed. Organization for Flora Neotropica by Hafner Pub. Co. 1970

- Omphalinae (Clitocybeae-Tricholomataceae Basidiomycetes). Ed. Organization for Flora Neotropica by Hafner Pub. Co. 1970

- Strobilomycetaceae (Basidiomycetes). Ed. Organization for Flora Neotropica by Hafner Pub. Co. 1970

- The genera Marasmiellus, Crepidotus and Simocybe in the neotropics. Ed. J. Cramer, 1973

- A monograph of Favolaschia. Ed. J. Cramer, 1974

- The Agaricales in modern taxonomy. Ed. J. Cramer, 1975

- Marasmieae (Basidiomycetes-Tricholomataceae). Ed. Organization for Flora Neotropica del New York Botanical Garden, 1976

- The Boletineae of Florida. Ed. J. Cramer, 1977

- Hydropus (Basidiomycetes, Tricholomataceae, Myceneae). Ed. New York Botanical Garden, 1982

- The ectotrophically mycorrhizal fungi of the neotropical lowlands, especially Central Amazonia. Ed. J. Cramer, 1983

- The Agaricales in modern taxonomy. Ed. Koeltz Scientific Books, 981 p. 1986

- Mushrooms and Truffles. Botany, Cultivation and Utilization, Koeltz Scientific Books. ISBN 3874292584 ISBN 978-3874292580 1987

- The Boletineae of Mexico and Central America. Ed J. Cramer, 1990

- The Boletineae of Mexico and Central America III. Ed J. Cramer, 1991

## Honores

### Epónimos
Especies
- (Burmanniaceae) Thismia singeri (de la Sota) Maas y H.Maas[5]
- (Polypodiaceae) Pecluma singeri (de la Sota) M.G.Price[6]

- La abreviatura «Singer» se emplea para indicar a Rolf Singer como autoridad en la descripción y clasificación científica de los vegetales.[7]